# Goleba jocquei
Goleba jocquei là một loài nhện trong họ Salticidae.
Loài này thuộc chi Goleba. Goleba jocquei được Szüts miêu tả năm 2001.